# Pyropteron umbrifera
Pyropteron umbrifera is een vlinder uit de familie wespvlinders (Sesiidae). De wetenschappelijke naam is voor het eerst geldig gepubliceerd in 1870 door Staudinger.
De soort komt voor in Europa.